# Karl Ludwig Ringier
Karl Ludwig Ringier (* 4. September 1808 in Habkern, Kanton Bern; † 4. Januar 1875 in Aarau, Kanton Aargau) war ein Schweizer Staatsschreiber und Politiker.

## Leben und Werk
Ringier war der Sohn des Pfarrers Emanuel Siegmund Gottlieb und der Barbara, geborene Ritschard.
Er besuchte die Alte Kantonsschule Aarau und studierte anschliessend Rechtswissenschaften an der Akademie in Bern. Ringier wurde mit 23 Jahren Amtsschreiber von Zofingen, und 1833 wählte ihn der Kleine Rat des Kantons Aargau zum Regierungssekretär und Sekretär der Militärkommission.
Ringier heiratete 1836 Louise, geborene Müller, und wurde im gleichen Jahr zum Staatsschreiber ernannt. Von 1837 bis 1852 gehörte er dem Grossen Rat an und war als Gesandter des Standes Aargau auf der Tagsatzung in Zürich und 1844 in gleicher Eigenschaft auf der Tagsatzung in Luzern tätig.
Ende der 1860er Jahre übernahm Ringier die Revision der aargauischen Gesetzessammlung, und bis zu seinem Tod beschäftigte ihn die Herausgabe des siebten Bandes dieser Sammlung. Aus gesundheitlichen Gründen trat er auf Ende seiner Amtsperiode von seinen Ämtern zurück und verstarb bald darauf.